# Idiostrangalia aurosa
Idiostrangalia aurosa är en skalbaggsart som beskrevs av Holzschuh 2006. Idiostrangalia aurosa ingår i släktet Idiostrangalia och familjen långhorningar.
Artens utbredningsområde är Laos. Inga underarter finns listade i Catalogue of Life.